# Lesoto en los Juegos Olímpicos de Atenas 2004
Lesoto estuvo representado en los Juegos Olímpicos de Atenas 2004 por tres deportistas, un hombre y dos mujeres, que compitieron en dos deportes.
La portadora de la bandera en la ceremonia de apertura fue la practicante de taekwondo Lineo Mochesane. El equipo olímpico lesotense no obtuvo ninguna medalla en estos Juegos.